# Augustus von Primaporta

Augustusstatue von Primaporta, heute in den Vatikanischen Museen

Als Augustus von Primaporta bezeichnet man eine 2,04 m hohe Panzerstatue des ersten römischen Kaisers Augustus. Benannt wurde sie nach ihrem Fundort in Prima Porta, einem nördlichen Stadtteil Roms.
Die überlebensgroße Statue des Augustus von Primaporta wurde am 20. April 1863 in der Villa der Livia, dem Haus von Augustus’ Ehefrau Livia Drusilla gefunden. Sie war bei ihrer Auffindung beschädigt. Diese Schäden resultierten aus bereits in der Antike erfolgten Stürzen. Dabei brachen der linke Unterschenkel, der rechte Fuß und der rechte, in die Luft gehobene Arm; diese wurden nachträglich restauriert. Die Statue ist eine Marmorkopie eines Bronzeoriginals, das der Senat oder andere hohe Honoratioren um 20 v. Chr. in Auftrag gegeben hatten. Die Ikonografie wird häufig mit Motiven des Carmen saeculare des Horaz verglichen. Wie wahrscheinlich alle Statuen der griechisch-römischen Antike wies der Augustus von Primaporta eine farbenfrohe Bemalung auf, von der heute jedoch fast nichts mehr erhalten ist. Rekonstruktionen des ursprünglichen Aussehens stützten sich auf alte Aquarelle und neuere naturwissenschaftliche Untersuchungen.

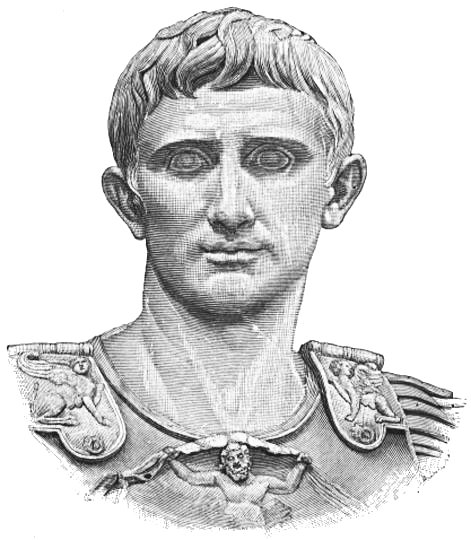
Augustus von Primaporta – Porträt

Die dargestellte Frisur besteht nahezu komplett aus einzeln abgeteilten, dicken Haarsträhnen, so auch direkt über der Stirnmitte. Sie werden auf beiden Seiten von gegenläufigen Locken abgeschlossen. Dadurch bildet sich links ein Zangenmotiv und rechts ein Gabelmotiv. Die Frisur mit Gabel und Zange ist stilbildend für den Augustus von Primaporta, man spricht vom sogenannten Primaporta-Typus. Das Gesicht ist den idealisierten Gesichtern der Statuen des Polyklet nachempfunden. In früheren Porträts ließ sich Augustus eher in monarchischer Weise abbilden, das widersprach jedoch seiner späteren diplomatischen Vorstellung, die ihn als primus inter pares darstellte.
Kopf und Hals wurden gesondert aus parischem Marmor gearbeitet und in den Rumpf eingesetzt. Die Identität mit Augustus ergibt u. a. aus Vergleichen mit Münz-Porträts, die ebenfalls das Gabel-Zangen-Motiv aufweisen. Münzen waren damals eines der effektivsten propagandistischen Mittel, um politische Botschaften und Neuigkeiten – etwa militärische Siege oder Machtwechsel – zu verbreiten. Zu solchen Anlässen wurden jeweils neue Münzen geprägt, was auch eine gewisse zeitliche Einordnung erlaubt.
Kaiser Augustus steht aufrecht im hochklassischen Kontrapost: Ein Bein ist belastet (Standbein), das andere entlastet (Spielbein). Durch diese spezielle Art des Stehens ergibt sich ein Knick in der rechten Hüftpartie, was (unrealistischerweise) am Panzer auch zu sehen ist. Der rechte Arm des Mannes ist erhoben, er ist nicht vollständig gestreckt und weist nach vorne. Dies könnte auf einen Gestus der adlocutio (Ansprache des Feldherrn vor der Schlacht) hindeuten. Eine andere Möglichkeit wäre, dass der Feldherr eine Lanze mit nach unten gerichteter Spitze gehalten habe. Da die rechte Hand bei Auffindung beschädigt war und nicht alle Finger erhalten sind, wird sich diese Frage aber nicht mehr klären lassen.
Der linke Arm des Augustus ist an die Seite angelegt. In der linken Hand befand sich in der Antike wohl ebenfalls ein Gegenstand, womöglich ein Lorbeerzweig.

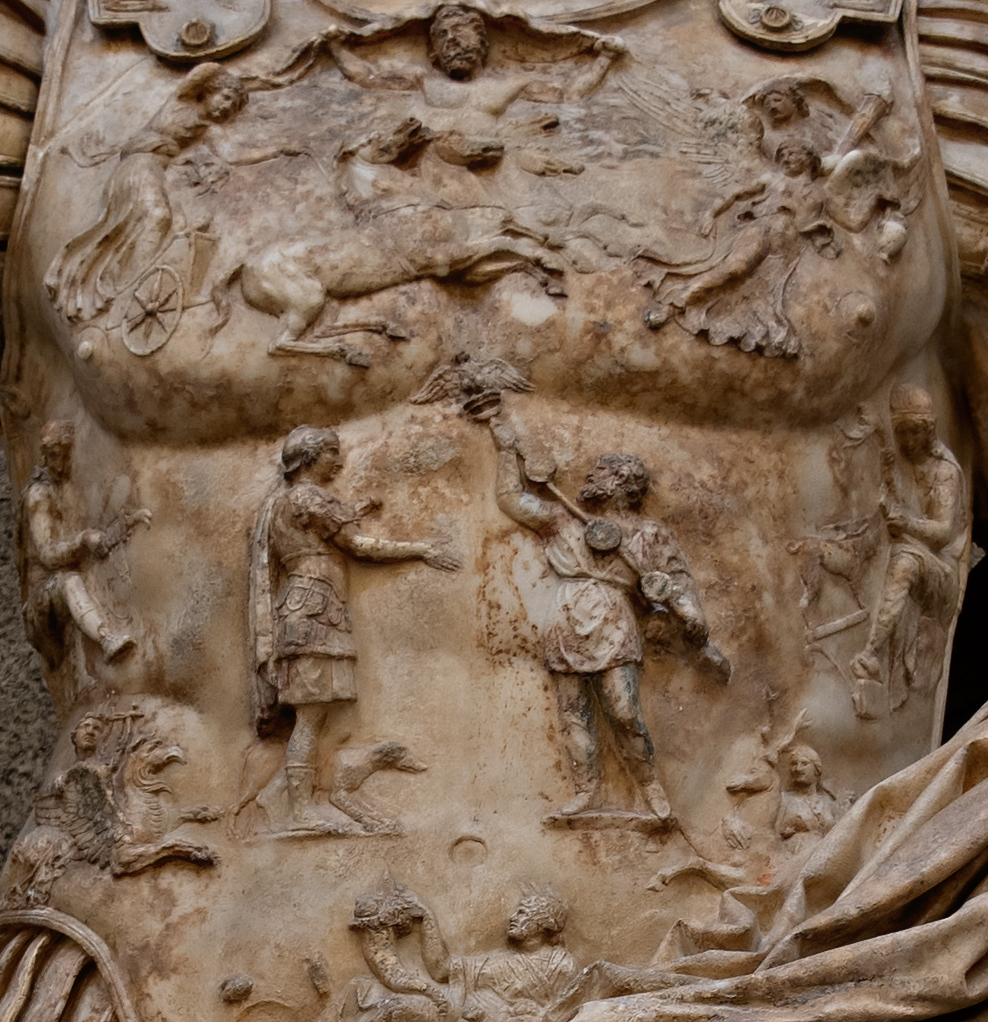
Detailansicht vom Brustpanzer

Das Relief auf dem Brustpanzer der Statue zeigt im Zentrum – so zumindest die am weitesten verbreitete Interpretation – den hier als Unterworfenen gezeigten parthischen König, der die von Crassus 53 v. Chr. verlorenen Feldzeichen an einen in militärischer Haltung stehenden römischen Soldaten (möglicherweise Mars Ultor) zurückgibt. Dies war ein sehr beliebtes Motiv in der augusteischen Propaganda, war die Rückgabe der Feldzeichen doch einer der größten außenpolitischen Erfolge des Kaisers. Dieser Erfolg musste besonders stark betont werden, da Augustus aufgrund der militärischen Stärke der Parther auf den von der römischen Öffentlichkeit erwarteten Krieg verzichtet hatte. Die Darstellung des parthischen Königs als Unterworfenen ist ein rein propagandistischer Schachzug und hat mit der politischen Realität der Zeit nichts gemein. Links und rechts sitzen trauernde Frauenfiguren: auf der einen Seite eine Personifikation mit einem Schwert in der Scheide, die die tributpflichtigen Völker im Osten und möglicherweise die Germanen symbolisiert; auf der anderen Seite eine Personifikation ohne Schwert in der Scheide, die offenbar für die unterworfenen Völker wie die Kelten steht. Weiterhin sieht man (von oben Mitte im Uhrzeigersinn):
- Caelus, der das Himmelszelt ausbreitet
- Aurora und Luna
- die Personifikation der unterworfenen Völker
- die Göttin Diana
- die Erdgöttin Ceres/Tellus – ähnlich dargestellt wie auf der Ara Pacis
- Apollon
- die Personifikation der tributpflichtigen Völker
- der Sonnengott Sol
- auf den Schultern je eine Sphinx

Keine dieser Deutungen ist unumstritten. Die Götter symbolisieren aber wohl in jedem Fall die Stetigkeit und Folgerichtigkeit der Ereignisse: So wie Sonne und Mond immer wieder aufgehen, so sicher und göttlich sanktioniert seien die römischen Erfolge, die wiederum mit dem Träger dieser Rüstung, Augustus, verknüpft seien. Die einzige selbst handelnde Person ist der Partherkönig – alles übrige ist demnach göttlich gewollt und vorgegeben.
Ganz in göttlicher Manier wurde Augustus ohne Schuhwerk dargestellt, was bis dahin allein Gottheiten vorbehalten war. Es könnte aber auch ein Hinweis darauf sein, dass Augustus schon verstorben war, als Livia die Statue in Auftrag gab – eventuell als Kopie eines in der Stadt aufgestellten Denkmals mit Schuhwerk. Als weitere göttliche Legitimation reitet zu Augustus’ Füßen Eros, der Sohn der Venus, auf einem Delphin. Dies verweist auf die vorgebliche, göttliche Stammmutter des Hauses der Julier.
Der Primaporta-Typus wurde für Augustusporträts zum vorherrschenden Darstellungsstil. In leichter Variation wurde er bis zum Tode des Augustus im Jahr 14 beibehalten. Entsprechend dem propagandistischen Zweck dieser Statuen ist Augustus auf seinen Abbildern nicht gealtert. Statuen und Porträts dieses Typs wurden im Gebiet des ganzen Römischen Reiches gefunden. 
Heute befindet sich die Statue in den Vatikanischen Museen in Rom. Originalgetreue Kopien stehen in Ravenna (vor der Basilika Sant’Apollinare in Classe), Cambodunum, im Museum für Abgüsse Klassischer Bildwerke in München und im LWL-Museum für Archäologie in Herne.